# Gunnar Wall
Sven Gunnar Wall (født 22. juni 1951) er en svensk journalist og forfatter.
Wall har blandt andet skrevet flere bøger om Palmemordet: Mörkläggning – statsmakten och Palmemordet fra 1997, Mordgåtan Olof Palme fra 2010 og Rättsskandalen Olof Palme: Mordet, syndabocken och hemligheterna fra 2023.